# Sóc Richmond
Sóc Richmond, tên khoa học Sciurus richmondi, là một loài động vật có vú trong họ Sóc, bộ Gặm nhấm. Loài này được Nelson mô tả năm 1898. Chúng là loài đặc hữu của Nicaragua.